# SN 2009am
SN 2009am – supernowa typu II-P odkryta 21 lutego 2009 roku w galaktyce NGC 3060. W momencie odkrycia miała maksymalną jasność 19,00m.